# Piet van der Horst sr.
Petrus Michaelis (Piet) van der Horst (Klundert, 25 oktober 1903 - Breda, 18 februari 1983) was een Nederlands wielrenner. Hij nam eenmaal deel aan de Olympische Spelen en won bij die gelegenheid één medaille.
Op de Olympische Spelen van 1928 in Amsterdam won hij, samen met Janus Braspennincx, Jan Pijnenburg en Jan Maas, een zilveren medaille bij het onderdeel 4 km ploegenachtervolging op de weg. Ze verloren de finale van Italië met een verschil van 15 meter.
Zijn neef is ook wielrenner geweest, Piet van der Horst jr.